# Nieczaj

Herb Nieczaj cz. Pobóg odm.

Nieczaj – polsko-ruski herb szlachecki, odmiana herbu Pobóg, albo odmiana herbu Podkowa.

## Opis herbu
Opis zgodnie z klasycznymi regułami blazonowania:
W polu czerwonym podkowa bez krzyża, a pod nią wyrychtowana żeleźcem w górę strzała rozdarta, w hełmie trzy pióra strusie (W publikacji F. Piekosińskiego klejnot usunięte, aby uprościć drukowanie).

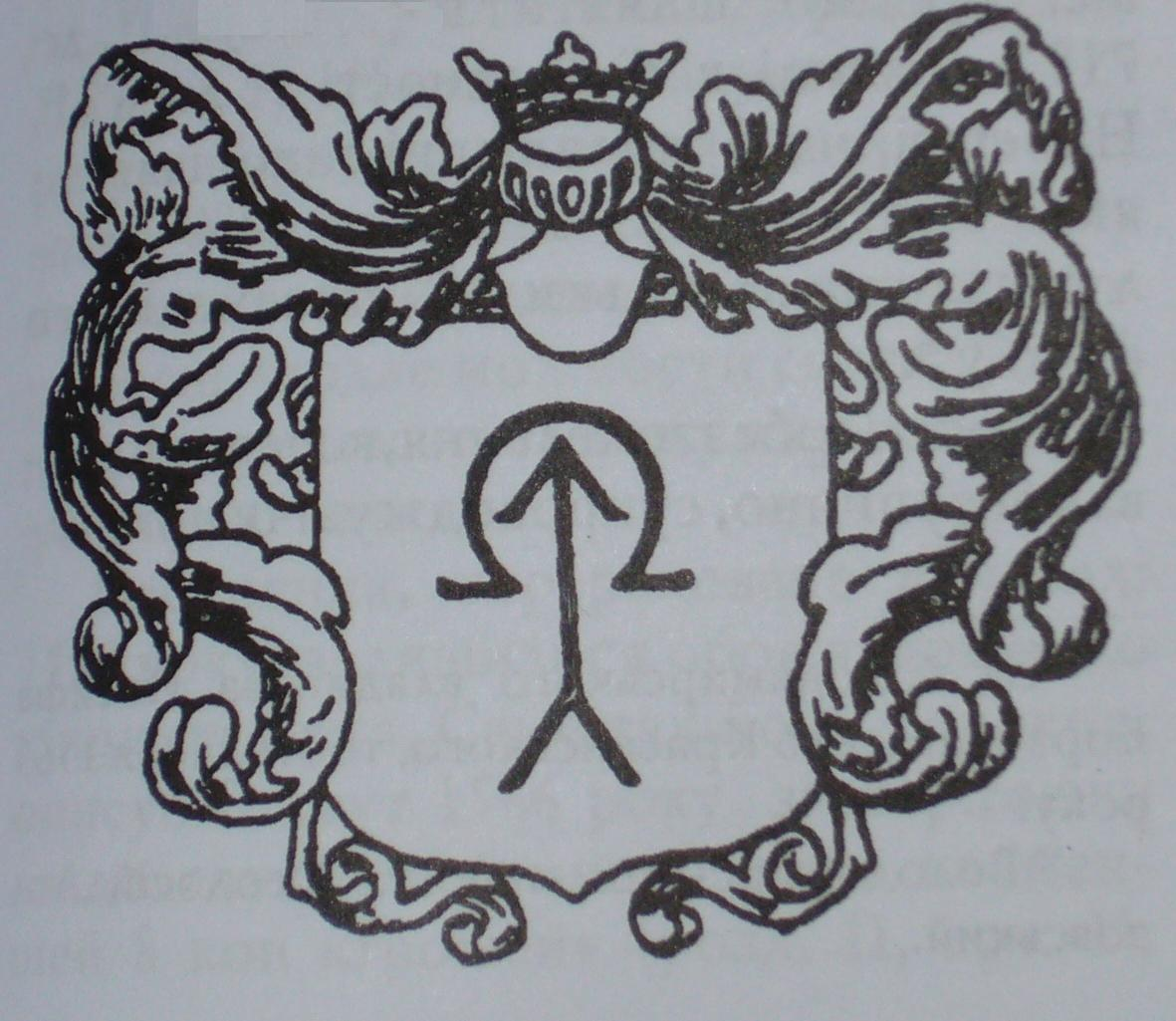
Herb Nieczaj wedł. Wojciecha Wijuka Kojałowicza z r. 1658.

## Herbowni
Nieczaj (Nieczay, Neczaj, Niczaj), 
Nieczaj-Hruzewicz (Hruziewicz, Hrucewicz), Weraxa

### Znani herbowni
- Nieczaj Wasil Semenowicz, dworzanin królewski w 1524.
- Nieczaj-Hruziewicz Jan, komornik graniczny kijowski 1627, wojski kijowski, zm. 1645.
- Nieczaj Danyło, pułkownik kozacki bracławski, zginął w  bitwie pod Krasnem w 1651.
- Nieczaj Iwan, ziemianin Mścisławski, pułkownik kozacki białoruski następnie królewski, starosta bobrujski następnie zahalski, elektor 1669 z Mińskiem, zięć Bohdana Chmielnickiego.
- Nieczaj Bazyli, rycerz polski, elektor 1674 z Rawskiem, brał udział w bitwie pod Wiedniem w 1683.